# 阿根廷牙鮃
阿根廷牙鮃為輻鰭魚綱鰈形目鰈亞目牙鮃科的其中一種，為亞熱帶海水魚，分布於西南大西洋巴西里約熱內盧至阿根廷海域及半鹹水域，棲息深度1-45公尺，體長可達50公分，棲息在沿岸底層水域，為洄游性魚類，以甲殼類為食，其生活習性不明。